# 野村政宏
野村 政宏（のむら まさひろ）は、日本の物理工学者。量子融合エレクトロニクス、フォノンエンジニアリングに関する研究で知られる。
東京大学生産技術研究所教授、東京大学総長補佐、LIMMS/CNRS-IIS 国際連携研究センター センター長。応用物理学会フォノンエンジニアリング研究会委員長。

## 研究分野
量子エレクトロニクス分野と伝熱工学分野において、半導体量子物性を中心に、フォノンを基軸とするハイブリッド量子科学、フォノンエンジニアリング、環境熱発電、先端半導体熱マネジメントに関する研究を行っている。

## 略歴
- 1996年  攻玉社高校卒業
- 2000年  東京大学工学部物理工学科 卒業
- 2005年  東京大学大学院工学系研究科 物理工学専攻 博士課程修了（工学博士）
- 2005年  東京大学ナノエレクトロニクス連携研究センター 特任助手
- 2007年  東京大学ナノ量子情報エレクトロニクス研究機構 特任助教
- 2010年  東京大学生産技術研究所 准教授
- 2020年  東京大学先端科学技術研究センター 准教授（同生産技術研究所 准教授 兼務）
- 2022年  東京大学生産技術研究所 教授, LIMMS/CNRS-IIS 国際連携研究センター センター長
- 2023年  東京大学生産技術研究所 副所長（2024年3月まで）
- 2024年  東京大学総長補佐

## 主な受賞歴
- 2024年  第23回 ドコモ・モバイル・サイエンス賞
- 2020年  第42回（2020年度）応用物理学会解説論文賞
- 2019年  第16回日本学術振興会賞
- 2018年  ドイツ・イノベーションアワード ゴットフリード・ワグネル賞2018
- 2017年  丸文研究奨励賞, 一般財団法人丸文財団
- 2017年  The Young Scientist Award, The 44th International Symposium on Compound Semiconductors (ISCS2017)
- 2016年  日本機械学会 熱工学部門 講演論文表彰
- 2016年  一般財団法人生産技術研究奨励会 平成28年度顕彰
- 2015年  第31回マツダ研究助成奨励賞
- 2012年  文部科学大臣表彰 科学技術分野 若手科学者賞
- 2006年  応用物理学会講演奨励賞（応用物理学会）
- 2004年  EMS Award (23rd Electronic Materials Symposium)